# Laski-Smardze
Laski-Smardze – stacja kolejowa w miejscowości Laski, w województwie wielkopolskim, w powiecie kępińskim, w gminie Trzcinica, w Polsce.